# Tanja Jonak
 (juin 2023).
Tanja Jonak (née le 19 novembre 1970 à Tettnang) est une chanteuse allemande.

## Biographie
En 1985, elle remporte le télé-crochet Star von Morgen sur la SWF. En 1989, Jean Frankfurter et Irma Holder deviennent ses producteurs. Ils lui écrivent en 1991 Hand in Hand in die Sonne, chanson avec laquelle elle se présente pour être sélectionnée au concours Eurovision, mais finit à la sixième place.
À côté de sa carrière, elle commence en 1990 des études de dramaturgie et d'histoire de l'art à Munich. Elle écrit une thèse sur les monuments funéraires du XIVe siècle et du XVe siècle.

## Discographie
Singles
- 1985 : Im Tal der 1000 Tränen
- 1986 : Wieviel Sterne hat eine Nacht
- 1986 : Sieben rote Rosen
- 1987 : La Isla Bonita
- 1989 : Immer und ewig - Du
- 1990 : Regen auf der Haut
- 1991 : Rote Sonne in der Nacht
- 1991 : Hand in Hand in die Sonne
- 1992 : In unserm Himmel ist der Teufel los
- 1993 : Wenn der Mond im Schatten steht

## Source de la traduction
- (de) Cet article est partiellement ou en totalité issu de l’article de Wikipédia en allemand intitulé « Tanja Jonak » (voir la liste des auteurs).